# Jānis Pujāts
Jānis Pujāts (Nautrani, 14 de novembro de 1930) é um cardeal da Igreja Católica letão, arcebispo-emérito de Riga.

## Biografia
Foi ordenado padre em 29 de março de 1951 pelo arcebispo Antonijs Springovics, em sua capela particular e em segredo, quando ainda estava no terceiro ano de seminário, com autorização papal. Foi nomeado Prelado de Honra de Sua Santidade em 23 de fevereiro de 1988.
Foi elevado a arcebispo metropolitano de Riga em 8 de maio de 1991, sendo consagrado em 1 de junho, na Catedral de São Tiago em Riga, por Francesco Colasuonno, arcebispo-titular de Tronto, representante da Santa Sé na União das Repúblicas Socialistas Soviéticas, assistido por Jānis Cakuls, bispo-titular de Tinista, bispo-auxiliar de Riga, e por Vilhelms Nukss, bispo-titular de Acci, bispo-auxiliar de Riga.
Foi criado cardeal in pectore pelo Papa João Paulo II no Consistório de 21 de fevereiro de 1998, mas foi anunciado apenas em 28 de janeiro de 2001, nas vésperas do Consistório de 21 de fevereiro de 2001, quando recebeu o barrete vermelho e o título de cardeal-presbítero de Santa Sílvia.
Renunciou ao governo pastoral da sé metropolitana de Riga em 19 de junho de 2010.

## Condenação da homossexualidade
Em maio de 2007, numa carta aberta protestando pela parada gay prevista para 3 de junho de 2007, que forma parte dos «Dias de amizade e orgulho» de Riga, referiu-se à homossexualidade como uma «depravação absoluta do comportamento sexual» e uma «forma não natural de prostituição». Continuou exortando aos fiéis a «estar preparados para sair às ruas» para protestar por esse acontecimento, «não para criar desordem, mas para oferecer uma posição disciplinada em apoio ao governo, porque neste importante assunto moral, o governo está do lado dos cristãos».

## Conclaves
- Conclave de 2005 - participou da eleição de Joseph Ratzinger como Papa Bento XVI.
- Conclave de 2013 - não participou da eleição de Jorge Mario Bergoglio como Papa Francisco, pois perdeu o direito ao voto em 14 de novembro de 2010.